# Skała Stara
Skała Stara, Skała Stara Wieś (ukr. Скала Стара) – dawna wieś, obecnie część osiedla Skała Podolska na Ukrainie, w obwodzie tarnopolskim w rejonie czortkowskim. Rozpościera się na północ od centrum miasta, nad Zbruczem, i obejmuje luźne zabudowania na północ od potoku wpadającego do Zbrucza.

## Historia
Skała Stara to dawniej samodzielna wieś, która w połowie XIX w. stanowiła odrębną w gminę jednostkową w Bezirk Borszczów Królestwa Galicji i Lodomerii (666 mieszkańców w 1854 roku). Następnie zniesiona i włączona do miasteczka Skała.